# The Man from Colorado
The Man from Colorado is een Amerikaanse western uit 1948, geregisseerd door Henry Levin, geproduceerd door Jules Schermer voor Columbia Pictures, en met in de hoofdrollen Glenn Ford als een Unie-officier die verslaafd raakt aan moorden tijdens de Amerikaanse Burgeroorlog, William Holden als zijn beste vriend, en Ellen Drew als hun gemeenschappelijke liefdesbelang. 
Robert Andrews en Ben Maddow baseerden het scenario op een verhaal van Borden Chase. Hoewel Ford de hoofdrol kreeg als de mentaal instabiele schurk, is Holdens rol als de sympathieke held iets groter. Levin verving Charles Vidor tijdens de opnames.

## Verhaal
Unie-kolonel Owen Devereaux (Glenn Ford) geeft zijn regiment het bevel om te vuren op een detachement van Geconfedereerde soldaten, hoewel hij (en alleen hij) ziet dat ze hun overgave signaleren met een witte vlag. Direct na de slag vernemen de soldaten dat de oorlog is geëindigd. Terwijl ze feest vieren, drinkt sergeant Jericho Howard (James Millican) tijdens zijn dienst, en Devereaux laat hem arresteren. Later kondigt de burgemeester Devereaux’ benoeming aan als federale rechter voor de regio. Hij vraagt Caroline Emmett (Ellen Drew) ten huwelijk, en zij stemt toe.
Kort daarna confronteert een veteraan van het Geconfedereerde detachement Devereaux met de witte vlag. Devereaux ontwapent hem en schiet hem vervolgens meerdere keren neer, hoewel de man al is overweldigd. De beste vriend van Devereaux, Del Stewart (William Holden), is getuige van de daad. Op basis van de woede en schijnbare oprechtheid van de rebellen-soldaat concludeert Del dat Devereaux de witte vlag moet hebben gezien. Hij vermoedt verder dat de oorlog de geest van de nieuwe rechter heeft aangetast. Toch stemt Del ermee in om als marshal voor Devereaux te werken. Devereaux’ eerste grote zaak als rechter betreft de overname van mijnen van individuele soldaten nadat zij naar de oorlog zijn getrokken. Ze willen hun mijnen terug, maar zakenman Ed Carter betoogt dat de mijnen volgens de wet van hem zijn. Devereaux bevestigt Carters claim.
Onder leiding van de ongehoorzame Jericho Howard voert een groep ex-soldaten en mijnwerkers een reeks overvallen uit om Carters mijnbedrijf te verlammen. Devereaux dreigt Jericho’s jongere broer Johnny (Jerome Courtland) op te hangen, op basis van indirect bewijs, hoewel Johnny niet betrokken is bij de bende van zijn broer. Na Devereaux gewaarschuwd te hebben Johnny niet op te hangen, overtuigt Del Jericho om zichzelf aan te geven. Maar wanneer Devereaux Johnny ophangt, neemt Stewart ontslag als marshal uit afschuw en sluit zich aan bij Jericho’s bende. Ondertussen overtuigen Devereaux’ onstabiele oordelen de bevolking ervan om de territoriale gouverneur van Colorado in te lichten. Het verhaal culmineert in een confrontatie tussen Devereaux en Jericho. Ze sterven beiden wanneer een muur van een brandend gebouw op hen valt. In de slotscène stapt Del op een koets naar Washington, D.C. om te pleiten voor de onteigende mijnwerkers.

## Rolverdeling
- Glenn Ford als Owen Devereaux
- William Holden als Del Stewart
- Ellen Drew als Caroline Emmett
- Ray Collins als ‘Big Ed’ Carter
- Edgar Buchanan als Doc Merriam
- Jerome Courtland als Johnny Howard
- James Millican als Sergeant Jericho Howard
- Jim Bannon als Nagel
- William “Bill” Phillips als York
- Denver Pyle (onvermeld) als Easy Jarrett